# Єроховка
Єро́ховка (рос. Ероховка) — село у складі Грачовського району Оренбурзької області, Росія.

## Населення
Населення — 531 особа (2010; 597 у 2002).
Національний склад (станом на 2002 рік):
- росіяни — 93 %